# Samuilovski Visotjini
Samuilovski Visotjini (bulgariska: Самуиловски Височини) är en bergskedja i Bulgarien.   Den ligger i regionen Sjumen, i den nordöstra delen av landet, 300 km öster om huvudstaden Sofia.
Trakten runt Samuilovski Visotjini består till största delen av jordbruksmark. Runt Samuilovski Visotjini är det ganska glesbefolkat, med 24 invånare per kvadratkilometer.